# Karangsetra
Karangsetra is een bestuurslaag in het regentschap Pandeglang van de provincie Banten, Indonesië. Karangsetra telt 1171 inwoners (volkstelling 2010).